# Zahra el Hasnaui Ahmed
Zahra el Hasnaui Ahmed (1964) es una poeta saharaui en lengua española.

## Biografía
Zahra el Hasnaui nació en El Aaiún, capital de la provincia africana del Sáhara Español. Tras la ocupación marroquí en 1976, su familia se queda en la ciudad y Zahra estudia en colegios españoles hasta que marchó a Madrid a cursar COU y estudiar Filología inglesa en la Universidad Complutense.
Tras terminar la carrera y pasar un año en Londres perfeccionando la lengua inglesa, Hasnaui regresó a los Campamentos de refugiados de Tinduf para trabajar como periodista en la Radio Nacional Saharaui. Posteriormente, regresa a España para instalarse en Guadalajara en donde trabaja como profesora y traductora.
En 2005, junto a Bahia Mahmud Awah, Conchi Moya y otros compañeros que también trabajaban en la radio saharaui, fundaron el grupo literario Generación de la Amistad. El grupo ha publicado numerosas obras poéticas colectivas en las que Zahra el Hasnaui ha publicado algunos de sus versos: El Aaiún gritando lo que siente (2006), 31. Thirty One (2007), Um Draiga (2007); o relatos en la colecciones La fuente de Saguia (2009). También participó en la antología Primavera sahariana, dedicado a los saharauis del campamento de Gdeim Izik.
En 2013, Zahra el Hasnaui publicó su primer poemario en solitario titulado El silencio de las nubes.
Traza una obra poética que pasa por la identificación con los ciudadanos saharauis y la lucha por la independencia. Del mismo modo, la mujer saharaui centra gran parte de su creación literaria.